# الدوري البلجيكي للمحترفين
الدوري البلجيكي للمحترفين (أو دوري جوبيليه للمحترفين لأسباب الرعاية) (بالإنجليزية: Jupiler Pro League) هو الدرجة الممتازة لكرة القدم في بلجيكا، ويشارك في الدوري الممتاز 16 نادي، وتم تأسيسه في عام 1895.

## نظام المسابقة والتسمية

### التسمية
- 1895–96 إلى 1897–98: Coupe de championnat
- 1989–99 إلى 1899–1900: Division 1
- 1900–01 إلى 1951–52: Division d'honneur
- 1952–53 إلى 1997–98: Division 1
- 1998–99 إلى 0000–00: Jupiler League
- 0000–00 إلى 0000–00: Jupiler Pro League
- 2016–17 إلى الآن: Division 1A

## أندية

### سجل الأبطال
| النادي                          | البطل | الوصيف | سنوات البطولة |
| ------------------------------- | ----- | ------ | --- |
| نادي رويال أندرلخت              | 34    | 21     | 1946–47, 1948–49, 1949–50, 1950–51, 1953–54, 1954–55, 1955–56, 1958–59, 1961–62, 1963–64, 1964–65, 1965–66, 1966–67, 1967–68, 1971–72, 1973–74, 1980–81, 1984–85, 1985–86, 1986–87, 1990–91, 1992–93, 1993–94, 1994–95, 1999–2000, 2000–01, 2003–04, 2005–06, 2006–07, 2009–10, 2011–12, 2012–13, 2013–14, 2016–17 |
| نادي كلوب بروج                  | 17    | 22     | 1919–20, 1972–73, 1975–76, 1976–77, 1977–78, 1979–80, 1987–88, 1989–90, 1991–92, 1995–96, 1997–98, 2002–03, 2004–05, 2015–16, 2017–18, 2019–20, 2020–21 |
| سانت خيلويزي                    | 11    | 8      | 1903–04, 1904–05, 1905–06, 1906–07, 1908–09, 1909–10, 1912–13, 1922–23, 1932–33, 1933–34, 1934–35 |
| ستاندارد لييج                   | 10    | 12     | 1957–58, 1960–61, 1962–63, 1968–69, 1969–70, 1970–71, 1981–82, 1982–83, 2007–08, 2008–09 |
| بيرتشوت                         | 7     | 7      | 1921–22, 1923–24, 1924–25, 1925–26, 1927–28, 1937–38, 1938–39 |
| رودين فيريفينك                  | 6     | 4      | 1896–97, 1899–1900, 1900–01, 1901–02, 1902–03, 1907–08 |
| نادي لييج                       | 5     | 3      | 1895–96, 1897–98, 1898–99, 1951–52, 1952–53 |
| دارينغ مولينبيك                 | 5     | 4      | 1911–12, 1913–14, 1920–21, 1935–36, 1936–37 |
| رويال أنتويرب                   | 4     | 11     | 1928–29, 1930–31, 1943–44, 1956–57 |
| كيه في ميخيلين                  | 4     | 5      | 1942–43, 1945–46, 1947–48, 1988–89 |
| نادي جينك                       | 4     | 2      | 1998–99, 2001–02, 2010–11, 2018–19 |
| ليرس                            | 4     | 2      | 1931–32, 1941–42, 1959–60, 1996–97 |
| سيركل بروج                      | 3     | 0      | 1910–11, 1926–27, 1929–30 |
| بيفيرين                         | 2     | 0      | 1978–79, 1983–84 |
| نادي غينت                       | 1     | 2      | 2014–15 |
| ريسنغ وايت ديرنغ مولنبيك        | 1     | 0      | 1974–75 |
| نادي بيرخيم                     | 0     | 3      | |
| نادي رويال شارلروا              | 0     | 1      | |
| نادي لوكيرين                    | 0     | 1      | |
| زولته فاريجيم                   | 0     | 1      | |
| نادي سينت ترويدن                | 0     | 1      | |
| ليوبولد كلوب دي بروكسل          | 0     | 1      | |
| أولمبيك تشارلروا                | 0     | 1      | |
| كونينكليجك ريسينغ كلوب ميتشيلين | 0     | 1      | |
| نادي ك.برينيغين                 | 0     | 1      | |

- الغليظ لا زال يشارك بنفس الاسم
- المائل تم إحلال النادي أو دمجه مع نادي آخر .

### معظم الموسم في دوري الدرجة الأولى
سيتم ذكر فقط الأندية التي شاركت في 50 موسم وأكثر في دوري الدرجة الأولى:
| Matri- culate | النادي             | عدد المواسم من أصل 116 موسماً | الفترة |
| ------------- | ------------------ | ---------------------------- | --- |
| 16            | ستاندارد لييج      | 100                          | 1909-1914, 1921-... |
| 1             | رويال أنتويرب      | 98                           | 1895-1900, 1901-1968, 1970-1998, 2000-2004, 2017-...                                                                                        |
| 3             | نادي كلوب بروج     | 97                           | 1895-1896, 1898-1928, 1929-1933, 1935-1939, 1946-1947, 1949-1951, 1959-...                                                                  |
| 35            | نادي رويال أندرلخت | 88                           | 1921-1923, 1924-1926, 1927-1928, 1929-1931, 1935-...                                                                                        |
| 13            | بيرتشوت            | 81                           | 1900-1906, 1907-1981, 1982-1991 |
| 7             | نادي غينت          | 80                           | 1913-1929, 1936-1967, 1968-1971, 1980-1988, 1989-...                                                                                        |
| 12            | سيركل بروج         | 80                           | 1899-1936, 1938-1946, 1961-1966, 1971-1978, 1979-1997, 2003-2015, 2018-...                                                                  |
| 30            | ليرس               | 74                           | 1927-1948, 1953-1986, 1988-2007, 2010-2015                                                                                                  |
| 25            | كيه في ميخيلين     | 69                           | 1921-1922, 1924-1925, 1926-1927, 1928-1956, 1963-1964, 1965-1969, 1971-1977, 1981-1982, 1983-1997, 1999-2001, 2002-2003, 2007-2018,2019-... |
| 4             | نادي لييج          | 67                           | 1895-1910, 1912-1913, 1923-1924, 1945-1995                                                                                                  |
| 10            | سانت خيلويزي       | 58                           | 1901-1949, 1951-1963, 1964-1965, 1968-1973                                                                                                  |
| 22            | نادي رويال شارلروا | 54                           | 1947-1957, 1966-1971, 1974-1980, 1985-2011, 2012-....                                                                                       |

- الغليظ لازال يشارك بنفس الاسم
- المائل تم إحلال النادي أو دمجه مع نادي آخر

### الأندية التي لعبت في دوري الدرجة الأولى
شارك ما مجموعه 74 ناديًا في دوري الدرجة الأولى منذ إنشائه في عام 1895. ومن بين تلك الأندية الـ 74 ، لا يزال 44 ناديًا موجودًا وتم تصفية 30 ناديًا آخر عن طريق الإحلال أو الاندماج مع نادٍ آخر.

### أندية موسم 2019-20
اللأندية المشاركة في موسم 2019-20، مدرجة أدناه.ومن اشهر لاعبيها دي بروين و راؤول غونزاليس و ميسي و رونالدو و جوارديولا و مالديني 
| اسم النادي         | المدينة    | الترتيب في الموسم الفائت | أول موسم شارك فيها الفريق بالدرجة الأولى | نتائج 17–18 | نتائج 16–17 | نتائج 15–16                                  | نتائج 14–15                                   | نتائج 13–14                                  |
| ------------------ | ---------- | ------------------------ | ---------------------------------------- | ----------- | ----------- | -------------------------------------------- | --------------------------------------------- | -------------------------------------------- |
| نادي رويال أندرلخت | آندرلخت    | 6th                      | 1935–36                                  | 3rd         | 1st         | 2nd                                          | 3rd                                           | 1st                                          |
| رويال أنتويرب      | أنتويرب    | 4th                      | 2017–18                                  | 8th         | 3rd (D1B)   | 3rd (الدوري البلجيكي الدرجة الثانية 2015–16) | 10th (الدوري البلجيكي الدرجة الثانية 2014–15) | 7th (الدوري البلجيكي الدرجة الثانية 2013–14) |
| سيركل بروج         | بروج       | 13th                     | 2018–19                                  | 1st (D1B)   | 6th (D1B)   | 5th (الدوري البلجيكي الدرجة الثانية 2015–16) | 15th                                          | 11th                                         |
| نادي رويال شارلروا | شارلوروا   | 9th                      | 2012–13                                  | 6th         | 5th         | 8th                                          | 5th                                           | 10th                                         |
| نادي كلوب بروج     | بروج       | 2nd                      | 1959–60                                  | 1st         | 2nd         | 1st                                          | 2nd                                           | 3rd                                          |
| نادي يوبين         | أوبن       | 12th                     | 2016–17                                  | 15th        | 13th        | 2nd (الدوري البلجيكي الدرجة الثانية 2015–16) | 3rd (الدوري البلجيكي الدرجة الثانية 2014–15)  | 2nd (الدوري البلجيكي الدرجة الثانية 2013–14) |
| Genk               | جينك       | 1st                      | 1996–97                                  | 5th         | 8th         | 4th                                          | 7th                                           | 6th                                          |
| Gent               | غنت        | 5th                      | 1989–90                                  | 4th         | 3rd         | 3rd                                          | 1st                                           | 7th                                          |
| نادي كورتريك       | كورتريك    | 8th                      | 2008–09                                  | 7th         | 10th        | 9th                                          | 6th                                           | 8th                                          |
| كيه في ميخيلين     | ميشيلين    | 1st (D1B)                | 2019–20                                  | 16th        | 7th         | 10th                                         | 9th                                           | 13th                                         |
| موسكرون بيروفيلز   | Mouscron   | 10th                     | 2014–15                                  | 14th        | 15th        | 14th                                         | 13th                                          | 4th (الدوري البلجيكي الدرجة الثانية 2013–14) |
| أوستينده           | أوستند     | 14th                     | 2013–14                                  | 11th        | 4th         | 5th                                          | 10th                                          | 9th                                          |
| نادي سينت ترويدن   | سانت تروند | 7th                      | 2015–16                                  | 10th        | 12th        | 13th                                         | 1st (الدوري البلجيكي الدرجة الثانية 2014–15)  | 3rd (الدوري البلجيكي الدرجة الثانية 2013–14) |
| ستاندارد لييج      | لياج       | 3rd                      | 1921–22                                  | 2nd         | 9th         | 7th                                          | 4th                                           | 2nd                                          |
| فاسلاند بيفيرين    | بيفيرن     | 15th                     | 2012–13                                  | 12th        | 14th        | 12th                                         | 14th                                          | 14th                                         |
| زولته فاريجيم      | Waregem    | 11th                     | 2005–06                                  | 9th         | 6th         | 6th                                          | 12th                                          | 4th                                          |